# 西サハラの港湾
西サハラの港湾（にしサハラのこうわん、英語: Ports and harbours in Western Sahara）は、西サハラにおける港湾について記す。

## 一覧
- ダフラ港（ダフラ）
- アイウン港（ラユーン港）（アイウン）（El Marsa）
- ダフラ大西洋港（El Argoub）
- Port boujdour（Boujdour）